# Христо Койчев
Христо Нейков Койчев е български и руски военен деец, поручик от българската армия и генерал-майор от руската.

## Биография
Роден е на 20 януари 1863 г. в Дряново. Ориентира се към военното поприще. Завършва Военното училище в София (1883). Служи в 1-ви артилерийски полк (1883) и 8-и пехотен полк (1886). Уволнява се с военно звание поручик през 1887 г.
Същата година постъпва в Руската императорска армия. Служи в 15-а артилерийска бригада. Завършва
Николаевската академия на Генералния щаб (1894). Продължава службата в Одеския военен окръг (1894), Зегържката крепост (1896), старши адютант в щаба на 6-и армейски корпус (1898), Семиреченска област (1900), Туркестански военен окръг (1900), Пограничната стража (1901). Командир на 75-и севастополски пехотен полк (1908), 2-ра бригада на 48-а пехотна дивизия (1913) и на 9-а пехотна дивизия. Генерал-майор от 1913 г.
С цел повишаване на квалификацията е нужно капитан Койчев да отбие едногодишна служба като командир на рота, което той прави в периода от 20 октомври 1897 до 20 октомври 1898 година.
Участва в Първата световна война като командир на бригада, началник-щаб на 8-а сибирска стрелкова дивизия (1916) и 17-а сибирска стрелкова дивизия (1917). Проявява се в боевете в Полша. Награден е с Орден „Свети Георги“ IV ст. и Златно оръжие „За храброст“ (1915). На 20 юли 1915 година е отчислен от длъжност и приведен в резерв при щаба на Минския военен окръг.
Самоубива се на 3 октомври 1917 г. оставяйки бележка „Изгубих надежда в светлото бъдеще на Русия“. Погребан е във военния участък на новото (второто) християнско гробище в Одеса.

## Военни звания
- Юнкер (28 август 1881)
- Подпоручик (30 август 1883)
- Поручик (14 февруари 1887)
- Подпоручик от Руската армия (30 август 1885, старшинство)
- Поручик от Руската армия (30 август 1889, старшинство)
- Щабс-капитан от Руската армия (18 май 1894)
- Капитан от Руската армия (24 март 1896)
- Подполковник от Руската армия (9 април 1903)
- Полковник от Руската армия, за отличие (28 март 1904)
- Генерал-майор от Руската армия, за отличие (27 септември 1913)

## Заемани длъжности

### Българска армия
- Командир на 14-а рота от 4-та дружина на 2-ри пехотен струмски полк
- Командир на полубатарея от 1-ви артилерийски полк

### Руска армия
- Началник на строеви отдел в щаба на Зегржката крепост (8 януари 1896 – 5 май 1898)
- Командир на рота Санктпетербургския полк (20 октомври 1897 – 20 октомври 1898)
- Старши адютант в щаба на 6-и армейски корпус (6 май 1898 – 9 април 1900)
- Щабен офицер за особени поръчки при командващия войските на Семиреченска област (9 април 4 – 21 август 1900)
- Старши адютант в щаба на туркестанския военен окръг (21 август 1900 – 23 ноември 1901)
- Началник-щаб на 7-и окръг на отделния корпус на Пограничната стража (23 ноември 1901 – 8 май 1908)
- Командир на 75-и севастополски пехотен полк от Руската армия (8 май 1908 – 27 септември 1913)
- Командир на 2-ра бригада от 48-а пехотна дивизия на Руската армия (от 27 септември 1913)
- Командир на бригада от 9-а пехотна дивизия (от 19 април 1915)
- Началник-щаб на 17-а стрелкова сибирска дивизия (от 9 август 1916)
- Началник на 17-а стрелкова сибирска дивизия (от 7 февруари 1917)

## Награди
- Орден „Св. Станислав“ III степен (1900)
- Орден „Св. Станислав“ II степен (1905)
- Орден „Св. Анна“ II степен (1908)
- Орден „Св. Владимир“ IV степен (4 март 1912)
- Орден „Св. Владимир“ III степен (8 април 1913)
- Орден „Св. Станислав“ I степен с мечове (3 март 1915)
- Орден „Св. Георги“ IV степен (24 април 1915)
- Златно оръжие „За храброст“ (10 ноември 1915)